# Nati nel 1955/Gennaio
| Questa pagina contiene informazioni ricavate automaticamente dalle voci biografiche con l'ausilio del template Bio e di un bot. L'aggiornamento è periodico e automatico e ricostruisce completamente la pagina. Se manca una persona in questa lista, sei pregato di non aggiungerla, ma accertati piuttosto che la sua voce biografica contenga il template Bio e che i dati anagrafici siano correttamente compilati. Se il template Bio manca, inseriscilo tu stesso o, in alternativa, metti l'avviso {{tmp\|Bio}} che ne segnala la mancanza. Se i dati riportati sono sbagliati, correggi direttamente la voce biografica; le modifiche saranno visibili in questa lista entro pochi giorni. Per chiarimenti vedi il progetto biografie. La lista contiene solo le 279 persone che sono citate nell'enciclopedia e per le quali è stato implementato correttamente il template Bio. Pagina aggiornata al 26 lug 2025. |

- 1º gennaio - Francesco Paolo Anselmo, ex cestista e allenatore di pallacanestro italiano
- 1º gennaio - Alexandru Athanasiu, politico rumeno
- 1º gennaio - Abbas Bahri, matematico tunisino († 2016)
- 1º gennaio - Mark Leonard Bartchak, vescovo cattolico statunitense
- 1º gennaio - Mary Beard, storica e saggista britannica
- 1º gennaio - Ole Beich, chitarrista e bassista danese († 1991)
- 1º gennaio - Bob Brudzinski, ex giocatore di football americano statunitense
- 1º gennaio - Stefano Capozucca, dirigente sportivo e ex calciatore italiano
- 1º gennaio - Oumar Dia, ex cestista senegalese
- 1º gennaio - Paul Ginsparg, fisico statunitense
- 1º gennaio - Giovanni X Yazigi, arcivescovo ortodosso siriano
- 1º gennaio - Marilina Intrieri, politica e sindacalista italiana
- 1º gennaio - Mohammed Karam, allenatore di calcio e ex calciatore kuwaitiano
- 1º gennaio - Douglas Kennedy, scrittore statunitense
- 1º gennaio - Paul Marchioni, ex calciatore francese
- 1º gennaio - Ioan-Aurel Pop, storico rumeno
- 1º gennaio - Fausto Roma, artista e scultore italiano
- 1º gennaio - Simon Schaffer, storico della scienza britannico
- 1º gennaio - Tarlok Singh, ex cestista indiano
- 1º gennaio - Mulatu Teshome, politico etiope
- 1º gennaio - Wai Ka-Fai, regista, sceneggiatore e produttore cinematografico hongkonghese
- 1º gennaio - Jesús María Zamora, ex calciatore spagnolo
- 2 gennaio - Raymond Clayborn, ex giocatore di football americano statunitense
- 2 gennaio - Alessandro Del Conte, fumettista italiano
- 2 gennaio - Juan Sierra, ex calciatore spagnolo
- 2 gennaio - Agathōnas Iakovidīs, cantante, musicista e polistrumentista greco († 2020)
- 2 gennaio - Pavle Jurina, pallamanista e allenatore di pallamano croato († 2011)
- 2 gennaio - Rose Reilly, ex calciatrice scozzese
- 2 gennaio - Naoko Satō, ex tennista giapponese
- 2 gennaio - Enrique Villalba, ex calciatore paraguaiano
- 2 gennaio - Luigi Vitali, politico italiano
- 3 gennaio - Vittorio Aliprandi, politico italiano
- 3 gennaio - Gaspare Antonio Marinello, politico italiano
- 3 gennaio - Vadim Pavlenko, calciatore sovietico († 2000)
- 3 gennaio - Michel Salesse, ex schermidore francese
- 3 gennaio - Nikolaj Soloduchin, ex judoka sovietico
- 4 gennaio - Dashnor Bajaziti, ex calciatore albanese
- 4 gennaio - Mel Bennett, ex cestista statunitense
- 4 gennaio - Mimmo Calopresti, regista, sceneggiatore e attore cinematografico italiano
- 4 gennaio - Georgi Dermendžiev, allenatore di calcio e ex calciatore bulgaro
- 4 gennaio - Paco Fortes, allenatore di calcio e ex calciatore spagnolo
- 4 gennaio - Franco Gidoni, politico italiano
- 4 gennaio - Mark Hollis, cantautore e compositore britannico († 2019)
- 4 gennaio - Leszek Martewicz, ex schermidore polacco
- 4 gennaio - Rosa Rinaldi, sindacalista e politica italiana
- 4 gennaio - Wolfgang Tiefensee, politico tedesco
- 5 gennaio - Mamata Banerjee, politica indiana
- 5 gennaio - Kari Mäkinen, arcivescovo luterano finlandese
- 5 gennaio - Adriana Ocampo, geologa colombiana
- 5 gennaio - Miguel Ángel Ruiz García, ex calciatore spagnolo
- 5 gennaio - Mohsen Sazegara, attivista iraniano
- 6 gennaio - Ajayi Agbebaku, ex triplista e lunghista nigeriano
- 6 gennaio - Michele Ainis, costituzionalista e scrittore italiano
- 6 gennaio - Rowan Atkinson, attore, comico e sceneggiatore britannico
- 6 gennaio - Franco Bonisoli, ex brigatista italiano
- 6 gennaio - Donatella Damiani, attrice italiana
- 6 gennaio - Richard Corbett, politico britannico
- 6 gennaio - Kevin Cosgrove, imprenditore e dirigente d'azienda statunitense († 2001)
- 6 gennaio - Noel Larkin, ex calciatore irlandese
- 6 gennaio - Patrick Lefevere, dirigente sportivo e ex ciclista su strada belga
- 6 gennaio - Pieraldo Nemo, allenatore di calcio e ex calciatore italiano
- 6 gennaio - Pietro Ruisi, allenatore di calcio e ex calciatore italiano
- 6 gennaio - Antonio Scilipoti, ex pallavolista italiano
- 6 gennaio - Ercüment Sunter, allenatore di pallacanestro turco
- 6 gennaio - Gordon Wallace, ex calciatore scozzese
- 7 gennaio - Graziano Bini, ex calciatore, allenatore di calcio e dirigente sportivo italiano
- 7 gennaio - Norredine Bouyahyaoui, ex calciatore marocchino
- 7 gennaio - Ruggero Lenci, architetto italiano
- 7 gennaio - Serge Perruchini, ex calciatore monegasco
- 8 gennaio - Karl-Heinz Bußert, ex canottiere tedesco
- 8 gennaio - Brian Joseph Dunn, arcivescovo cattolico canadese
- 8 gennaio - Patrick Friou, ciclista su strada francese
- 8 gennaio - Thomas G. Waites, attore statunitense
- 8 gennaio - Pedro Gamarro, pugile venezuelano († 2019)
- 8 gennaio - Charles Gordon-Lennox, XI duca di Richmond, nobile britannico
- 8 gennaio - Carlo Grippo, ex mezzofondista italiano
- 8 gennaio - Harriet Sansom Harris, attrice statunitense
- 8 gennaio - Spyros Livathīnos, allenatore di calcio e ex calciatore greco
- 8 gennaio - Frank Nendels, attore e cantante olandese
- 8 gennaio - Cesare Pancotto, allenatore di pallacanestro italiano
- 8 gennaio - Sam Smith, ex cestista statunitense
- 9 gennaio - Ali Bencheikh, ex calciatore algerino
- 9 gennaio - Bruce Boudreau, allenatore di hockey su ghiaccio e ex hockeista su ghiaccio canadese
- 9 gennaio - Franco Gadotti, alpinista italiano († 1976)
- 9 gennaio - Lucio Romano, medico e politico italiano
- 9 gennaio - J. K. Simmons, attore e doppiatore statunitense
- 10 gennaio - Eva Aariak, politica e docente canadese
- 10 gennaio - Piero Braglia, allenatore di calcio e ex calciatore italiano
- 10 gennaio - Paola Calvetti, scrittrice e giornalista italiana
- 10 gennaio - Nancy Dunkle, ex cestista statunitense
- 10 gennaio - Joan Filbá, cestista spagnolo († 1981)
- 10 gennaio - Xoren Hovhannisyan, allenatore di calcio e ex calciatore sovietico
- 10 gennaio - Yasmina Khadra, scrittore algerino
- 10 gennaio - Eugenio Marinelli, doppiatore e direttore del doppiaggio italiano
- 10 gennaio - Michael Schenker, chitarrista tedesco
- 10 gennaio - Franco Tancredi, allenatore di calcio e ex calciatore italiano
- 10 gennaio - Danila Trebbi, attrice italiana
- 11 gennaio - Frank Lupo, sceneggiatore e produttore televisivo statunitense († 2021)
- 11 gennaio - Christian Marclay, artista e compositore statunitense
- 11 gennaio - Ken McNaught, ex calciatore scozzese
- 11 gennaio - Perence Shiri, politico e generale zimbabwese († 2020)
- 11 gennaio - Andre Wakefield, ex cestista statunitense
- 12 gennaio - Gianantonio Borgonovo, presbitero, biblista e bibliotecario italiano
- 12 gennaio - Maurizio Cenni, politico e sindacalista italiano
- 12 gennaio - Johnny Clarke, musicista giamaicano
- 12 gennaio - Hans-Joachim Hartnick, ex ciclista su strada tedesco
- 12 gennaio - Jan van Houwelingen, ex ciclista su strada, pistard e dirigente sportivo olandese
- 12 gennaio - Lele Marchitelli, compositore e bassista italiano
- 12 gennaio - Christian Poveda, fotografo e giornalista spagnolo († 2009)
- 12 gennaio - Luciano Speggiorin, ex calciatore italiano
- 13 gennaio - Eduardo Bonvallet, calciatore e allenatore di calcio cileno († 2015)
- 13 gennaio - Louis Carey Camilleri, dirigente d'azienda maltese
- 13 gennaio - Peter Cronan, ex giocatore di football americano statunitense
- 13 gennaio - Matt Doyle, tennista statunitense († 2025)
- 13 gennaio - Huh Jung-moo, ex calciatore, allenatore di calcio e dirigente sportivo sudcoreano
- 13 gennaio - Mikio Igarashi, fumettista giapponese
- 13 gennaio - Paul Kelly, cantautore e chitarrista australiano
- 13 gennaio - Moussa M'Bengue, ex cestista senegalese
- 13 gennaio - Jay McInerney, scrittore e sceneggiatore statunitense
- 13 gennaio - Abdelkrim Merry Krimau, ex calciatore marocchino
- 13 gennaio - Mario Monreal, ex calciatore maltese
- 14 gennaio - Dietmar Demuth, allenatore di calcio e ex calciatore tedesco
- 14 gennaio - Jan Fedder, attore tedesco († 2019)
- 14 gennaio - Domenico Maggiora, ex calciatore e allenatore di calcio italiano
- 14 gennaio - Ed Mann, percussionista, tastierista e compositore statunitense († 2024)
- 14 gennaio - Alberto Marietta, ex cestista italiano
- 14 gennaio - Andrea Monti, giornalista italiano
- 14 gennaio - Dominique Rocheteau, ex calciatore francese
- 14 gennaio - Justin Sedlák, ex cestista, allenatore di pallacanestro e dirigente sportivo cecoslovacco
- 14 gennaio - Dieter Strozniak, allenatore di calcio e ex calciatore tedesco orientale
- 14 gennaio - Pasquale Tegano, mafioso italiano
- 15 gennaio - Karin Angermeyer, ex cestista tedesca
- 15 gennaio - Mike Baldwin, pilota motociclistico statunitense
- 15 gennaio - Thierry Breton, manager e politico francese
- 15 gennaio - Paddy Burke, politico irlandese
- 15 gennaio - Alberto Fernández Blanco, ciclista su strada spagnolo († 1984)
- 15 gennaio - Attilio Giordano, giornalista italiano († 2016)
- 15 gennaio - Andreas Gursky, fotografo tedesco
- 15 gennaio - Khalid al-Islambuli, terrorista e militare egiziano († 1982)
- 15 gennaio - Enrico Mentana, giornalista, autore televisivo e conduttore televisivo italiano
- 15 gennaio - José Montilla, politico spagnolo
- 15 gennaio - Mayumi Tanaka, attrice e doppiatrice giapponese
- 16 gennaio - Leonardo Acori, allenatore di calcio e ex calciatore italiano
- 16 gennaio - Jan Bártů, ex pentatleta cecoslovacco
- 16 gennaio - Danny Bowers, ex calciatore inglese
- 16 gennaio - Jim Caldwell, ex giocatore di football americano e allenatore di football americano statunitense
- 16 gennaio - Chéri Cherin, pittore della Repubblica Democratica del Congo
- 16 gennaio - Antonino D'Angelo, poliziotto italiano († 1980)
- 16 gennaio - Rashied Doekhi, politico surinamese
- 16 gennaio - António Frasco, allenatore di calcio e ex calciatore portoghese
- 16 gennaio - Jolanta Januchta, ex mezzofondista polacca
- 16 gennaio - Klaus-Dieter Kurrat, ex velocista tedesco orientale
- 16 gennaio - Jerry Linenger, ex astronauta e medico statunitense
- 16 gennaio - Enrico Nicolini, allenatore di calcio, dirigente sportivo e ex calciatore italiano
- 16 gennaio - Stephen Pagliuca, imprenditore e dirigente sportivo statunitense
- 16 gennaio - Steve Wooddin, ex calciatore neozelandese
- 17 gennaio - Steve Earle, cantautore, produttore discografico e attore statunitense
- 17 gennaio - Ismael Ivo, danzatore e coreografo brasiliano († 2021)
- 17 gennaio - Steve Javie, arbitro di pallacanestro statunitense
- 17 gennaio - Katalin Karikó, biochimica ungherese
- 17 gennaio - Mami Koyama, doppiatrice giapponese
- 17 gennaio - Pietro Parolin, cardinale e arcivescovo cattolico italiano
- 17 gennaio - Luigina Rocchi, attrice italiana
- 17 gennaio - Manasseh Sogavare, politico salomonese
- 17 gennaio - Susanne Uhlen, attrice tedesca
- 17 gennaio - Esteban Vigo, allenatore di calcio e ex calciatore spagnolo
- 17 gennaio - Henryk Średnicki, pugile polacco († 2016)
- 18 gennaio - Kevin Costner, attore, regista e produttore cinematografico statunitense
- 18 gennaio - Mable Fergerson, ex velocista statunitense
- 18 gennaio - Frankie Knuckles, disc jockey e produttore discografico statunitense († 2014)
- 18 gennaio - Marilyn Mazur, percussionista, batterista e compositrice statunitense
- 18 gennaio - Mike Michaud, politico statunitense
- 18 gennaio - Tibor Nyilasi, allenatore di calcio e ex calciatore ungherese
- 18 gennaio - Fernando Trueba, regista e sceneggiatore spagnolo
- 18 gennaio - Jesús Sanz Montes, arcivescovo cattolico spagnolo
- 19 gennaio - Donato Anzivino, allenatore di calcio e ex calciatore italiano
- 19 gennaio - Massimo Bianchi, ex cestista e allenatore di pallacanestro italiano
- 19 gennaio - Avraham Burg, politico israeliano
- 19 gennaio - Snješko Cerin, ex calciatore jugoslavo
- 19 gennaio - Viktor Kruglov, ex calciatore sovietico
- 19 gennaio - Paul Maritz, ingegnere e dirigente d'azienda statunitense
- 19 gennaio - Simon Rattle, direttore d'orchestra britannico
- 19 gennaio - Uwe Reinders, allenatore di calcio e ex calciatore tedesco
- 19 gennaio - Gregorio Sablan, politico statunitense
- 19 gennaio - Pasquale Viespoli, politico italiano
- 20 gennaio - Bill Kenney, ex giocatore di football americano statunitense
- 20 gennaio - Wyatt Knight, attore statunitense († 2011)
- 20 gennaio - Riccardo Mannelli, artista e disegnatore italiano
- 20 gennaio - Wayne Smith, ex cestista statunitense
- 21 gennaio - Peter Fleming, ex tennista e allenatore di tennis statunitense
- 21 gennaio - Jeff Franklin, produttore televisivo, sceneggiatore e regista statunitense
- 21 gennaio - Jeff Koons, artista statunitense
- 21 gennaio - Nello Musumeci, politico italiano
- 21 gennaio - Ermanno Salvaterra, alpinista italiano († 2023)
- 21 gennaio - Italo Toscani, ex calciatore italiano
- 21 gennaio - Dora Maria Téllez, storica, politica e attivista nicaraguense
- 21 gennaio - Nikolina Štereva, ex mezzofondista bulgara
- 22 gennaio - Clive Griffiths, calciatore gallese († 2022)
- 22 gennaio - Lester Hayes, ex giocatore di football americano statunitense
- 22 gennaio - Thomas Jones, ex astronauta statunitense
- 22 gennaio - Ernie Kent, ex cestista e allenatore di pallacanestro statunitense
- 22 gennaio - John Wesley Shipp, attore statunitense
- 22 gennaio - Ladislav Vízek, ex calciatore cecoslovacco
- 22 gennaio - Rajko Žižić, cestista e allenatore di pallacanestro jugoslavo († 2003)
- 23 gennaio - Matteo De Simone, drammaturgo e sceneggiatore italiano
- 23 gennaio - Petru Filip, politico e ingegnere rumeno
- 23 gennaio - Sylvia-Yvonne Kaufmann, politica tedesca
- 23 gennaio - Raymond Ndong Sima, politico gabonese
- 24 gennaio - Amick Byram, tenore, attore e doppiatore statunitense
- 24 gennaio - Yaya Cissokho, ex cestista senegalese
- 24 gennaio - Claudio Desolati, ex calciatore italiano
- 24 gennaio - Zaiga Jansone, ex tennista sovietica
- 24 gennaio - Gary Jeter, giocatore di football americano statunitense († 2016)
- 24 gennaio - Jesús Landáburu, ex calciatore spagnolo
- 24 gennaio - Jim Montgomery, ex nuotatore statunitense
- 24 gennaio - Alan Sokal, fisico statunitense
- 25 gennaio - Olivier Assayas, regista, sceneggiatore e critico cinematografico francese
- 25 gennaio - Giorgio Carrera, ex calciatore italiano
- 25 gennaio - Mario Castelnuovo, cantautore e chitarrista italiano
- 25 gennaio - Piedad Córdoba, politica e avvocata colombiana († 2024)
- 25 gennaio - Maurizio Guarini, tastierista, compositore e arrangiatore italiano
- 25 gennaio - Tōru Iwatani, autore di videogiochi giapponese
- 25 gennaio - Nicolas Michelin, architetto e urbanista francese
- 25 gennaio - Delia Murer, politica italiana
- 25 gennaio - Jean-Paul Rabier, allenatore di calcio e ex calciatore francese
- 25 gennaio - Marco Torresani, allenatore di calcio e ex calciatore italiano
- 25 gennaio - Stefano Valentini, astronomo italiano
- 25 gennaio - Hüsnü Özkara, allenatore di calcio e ex calciatore turco
- 26 gennaio - Björn Andrésen, attore e musicista svedese
- 26 gennaio - Gail Blackburn, ex sciatrice alpina statunitense
- 26 gennaio - Roberto Citran, attore italiano
- 26 gennaio - Paolo Dal Fiume, allenatore di calcio e ex calciatore italiano
- 26 gennaio - Mohamed el-Gohary Hanafy, ex cestista egiziano
- 26 gennaio - Eddie van Halen, chitarrista olandese († 2020)
- 26 gennaio - Lucía Méndez, attrice, cantante e imprenditrice messicana
- 26 gennaio - Nadia Urbinati, politologa, storica della filosofia e giornalista italiana
- 27 gennaio - Boris Altshuler, fisico russo
- 27 gennaio - Osvaldo Arecco, ex calciatore italiano
- 27 gennaio - Wesley Cox, cestista statunitense († 2024)
- 27 gennaio - Walter Grootaers, cantante, conduttore televisivo e politico belga
- 27 gennaio - Jacques Halbert, artista francese
- 27 gennaio - Eugene Jarvis, autore di videogiochi, ingegnere e informatico statunitense
- 27 gennaio - John G. Roberts, giurista e avvocato statunitense
- 28 gennaio - Francesco Benigno, storico italiano
- 28 gennaio - Jiří Granát, ex tennista cecoslovacco
- 28 gennaio - Hans Knutsen, allenatore di calcio e ex calciatore norvegese
- 28 gennaio - Antonio Lucisano, magistrato italiano († 2017)
- 28 gennaio - Freddy Ravello, ex calciatore peruviano
- 28 gennaio - Nicolas Sarkozy, politico e avvocato francese
- 29 gennaio - Greg Ballard, cestista e allenatore di pallacanestro statunitense († 2016)
- 29 gennaio - Tommaso Casillo, politico italiano
- 29 gennaio - Zoran Gopčević, pallanuotista jugoslavo († 2000)
- 29 gennaio - Eddie Jordan, ex cestista e allenatore di pallacanestro statunitense
- 29 gennaio - Rachid Mouffouk, pittore e scultore algerino
- 29 gennaio - Venanzio Ortis, ex mezzofondista italiano
- 29 gennaio - David Robbins, compositore statunitense
- 29 gennaio - Zebiniso Rustamova, arciera sovietica
- 29 gennaio - Jonathan Smith, ex tennista britannico
- 29 gennaio - John Tate, pugile statunitense († 1998)
- 30 gennaio - Vincent Aind, arcivescovo cattolico indiano
- 30 gennaio - Julio Aparicio, ex calciatore peruviano
- 30 gennaio - John Baldacci, politico statunitense
- 30 gennaio - Sam Bick, ex calciatore statunitense
- 30 gennaio - Angelo Bona, saggista italiano
- 30 gennaio - Stefano Carrai, filologo, critico letterario e poeta italiano
- 30 gennaio - Ľudmila Chmelíková, ex cestista cecoslovacca
- 30 gennaio - Nolan Cromwell, ex giocatore di football americano e allenatore di football americano statunitense
- 30 gennaio - Ian Edwards, ex calciatore gallese
- 30 gennaio - Tom Izzo, allenatore di pallacanestro statunitense
- 30 gennaio - Paola Marchesin, costumista italiana
- 30 gennaio - Curtis Strange, golfista statunitense
- 30 gennaio - Mychal Thompson, ex cestista bahamense
- 31 gennaio - Guido Barbujani, genetista e scrittore italiano
- 31 gennaio - Hocine Benmiloudi, calciatore algerino († 1981)
- 31 gennaio - Viorel Cataramă, politico e imprenditore rumeno
- 31 gennaio - Kenny Higgs, ex cestista statunitense
- 31 gennaio - Virginia Ruzici, ex tennista rumena
- 31 gennaio - Catherine Ryan Hyde, scrittrice statunitense
- 31 gennaio - Renato Walter Togni, politico italiano